# Alpsko smučanje na Zimskih olimpijskih igrah 1948
Alpsko smučanje na Zimskih olimpijskih igrah 1948. Olimpijska prvaka v smuku sta postala Henri Oreiller in Hedy Schlunegger, v slalomu Edy Reinalter in Gretchen Fraser, v kombinaciji pa Henri Oreiller in Trude Beiser. Tekmovanje je prvič štelo tudi za Svetovno prvenstvo.

## Dobitniki medalj

### Moški
| Tekma                | Zlato          | Srebro        | Bron                      |
| Smuk podrobno        | Henri Oreiller | Franz Gabl    | Rolf Olinger Karl Molitor |
| Slalom podrobno      | Edy Reinalter  | James Couttet | Henri Oreiller            |
| Kombinacija podrobno | Henri Oreiller | Karl Molitor  | James Couttet             |

### Ženske
| Tekma                | Zlato            | Srebro           | Bron            |
| Smuk podrobno        | Hedy Schlunegger | Trude Beiser     | Resi Hammerer   |
| Slalom podrobno      | Gretchen Fraser  | Antoinette Meyer | Erika Mahringer |
| Kombinacija podrobno | Trude Beiser     | Gretchen Fraser  | Erika Mahringer |